# Discografia dei Pet Shop Boys
Questa che segue è la discografia dei Pet Shop Boys, un gruppo musicale synth pop britannico attivo dal 1981.
La loro discografia va dal 1984 al 2020 e racchiude 14 album in studio, quattro album di remix, tre album dal vivo, nove raccolte, due EP e oltre settanta singoli.

## Album

### Album in studio
| Anno                                                                          | Titolo | Classifiche | Classifiche | Classifiche | Classifiche | Classifiche | Classifiche | Classifiche | Classifiche | Classifiche | Classifiche | Certificazioni                                                                                                   |
| Anno                                                                          | Titolo | UK          | AUS         | AUT         | CAN         | FIN         | GER         | NLD         | SWE         | SWI         | USA         | Certificazioni                                                                                                   |
| ----------------------------------------------------------------------------- | --- | ----------- | ----------- | ----------- | ----------- | ----------- | ----------- | ----------- | ----------- | ----------- | ----------- | --- |
| 1986                                                                          | Please - Pubblicato: 24 marzo 1986 - Etichetta: Parlophone - Formati: CD, LP, MC                                  | 3           | 10          | —           | 3           | 6           | 3           | —           | 21          | 20          | 7           | - CAN: Platino - UK: Platino - US: Platino                                                                       |
| 1987                                                                          | Actually - Pubblicato: 7 settembre 1987 - Etichetta: Parlophone - Formati: CD, LP, MC                             | 2           | 16          | 5           | 16          | 1           | 1           | 5           | 2           | 3           | 25          | - CAN: Platino - FIN: Platino - GER: Platino - UK: Platino (3) - US: Oro                                         |
| 1988                                                                          | Introspective - Pubblicato: 11 ottobre 1988 - Etichetta: Parlophone - Formati: CD, LP, MC                         | 2           | 44          | 8           | 68          | 1           | 2           | —           | 5           | 2           | 34          | - CAN: Platino - FIN: Oro - GER: Oro - UK: Platino (2) - US: Oro                                                 |
| 1990                                                                          | Behaviour - Pubblicato: 22 ottobre 1990 - Etichetta: Parlophone - Formati: CD, LP, MC                             | 2           | 27          | 22          | 34          | 5           | 4           | 51          | 9           | 12          | 45          | - CAN: Oro - FIN: Oro - GER: Oro - UK: Platino                                                                   |
| 1993                                                                          | Very - Pubblicato: 27 settembre 1993 - Etichetta: Parlophone - Formati: CD, LP, MC                                | 1           | 2           | 6           | 9           | 1           | 1           | 18          | 1           | 1           | 20          | - AUT: Oro - CAN: Platino - FIN: Oro - FRA: Oro - GER: Platino - SWE: Oro - SWI: Platino - UK: Platino - US: Oro |
| 1996                                                                          | Bilingual - Pubblicato: 2 settembre 1996 - Etichetta: Parlophone - Formati: CD, LP, MC                            | 4           | 3           | 15          | 18          | 14          | 7           | 59          | 4           | 11          | 39          | - UK: Oro |
| 1999                                                                          | Nightlife - Pubblicato: 11 ottobre 1999 - Etichetta: Parlophone - Formati: CD, LP, MC                             | 7           | 25          | 16          | 11          | 18          | 2           | 61          | 4           | 9           | 84          | - GER: Oro - UK: Oro                                                                                             |
| 2002                                                                          | Release - Pubblicato: 1º aprile 2002 - Etichetta: Parlophone - Formati: CD, LP, MC                                | 7           | 62          | 15          | —           | 22          | 3           | 71          | 12          | 13          | 73          | - UK: Argento |
| 2006                                                                          | Fundamental - Pubblicato: 22 maggio 2006 - Etichetta: Parlophone - Formati: CD, LP, download digitale             | 5           | 25          | 23          | —           | 9           | 4           | 42          | 6           | 7           | 150         | - UK: Argento |
| 2009                                                                          | Yes - Pubblicato: 20 marzo 2009 - Etichetta: Parlophone, Astralwerks - Formati: CD, LP, download digitale         | 4           | 32          | 5           | 56          | 28          | 3           | 34          | 12          | 7           | 32          | - GER: Oro - UK: Argento                                                                                         |
| 2012                                                                          | Elysium - Pubblicato: 10 settembre 2012 - Etichetta: Parlophone, Astralwerks - Formati: CD, LP, download digitale | 9           | 50          | 20          | —           | 21          | 7           | 28          | 12          | 13          | 44          | |
| 2013                                                                          | Electric - Pubblicato: 15 luglio 2013 - Etichetta: x2, Kobalt Label Services - Formati: CD, LP, download digitale | 3           | 24          | 13          | —           | 5           | 3           | 15          | 11          | 6           | 26          | |
| 2016                                                                          | Super - Pubblicato: 15 luglio 2013 - Etichetta: x2, Kobalt Label Services - Formati: CD, LP, download digitale    | 3           | 12          | 8           | 35          | 8           | 3           | 13          | 10          | 4           | 58          | |
| 2020                                                                          | Hotspot - Pubblicato: 24 gennaio 2020 - Etichetta: x2, Kobalt Label Services - Formati: CD, LP, download digitale | —           | —           | —           | —           | —           | —           | —           | —           | —           | —           | |
| "—" indica una pubblicazione non classificata o non pubblicata in quel Paese. | |             |             |             |             |             |             |             |             |             |             | |

### Album di remix
| 1986                                                                          | Disco - Pubblicato: 17 novembre 1986 - Etichetta: Parlophone - Formati: CD, LP, MC    | 15 | 17 | 83 | —  | 15 | —  | 33 | 18 | 95  | - GER: Oro - UK: Platino |
| 1994                                                                          | Disco 2 - Pubblicato: 12 settembre 1994 - Etichetta: Parlophone - Formati: CD, LP, MC | 6  | 35 | —  | 15 | 47 | 54 | 21 | 33 | 75  |                          |
| 2003                                                                          | Disco 3 - Pubblicato: 3 febbraio 2003 - Etichetta: Parlophone - Formati: CD, LP       | 36 | —  | —  | —  | 33 | 43 | —  | —  | 188 |                          |
| 2007                                                                          | Disco 4 - Pubblicato: 8 ottobre 2007 - Etichetta: Parlophone - Formati: CD, LP        | 15 | —  | —  | —  | —  | —  | —  | —  | —   |                          |
| "—" indica una pubblicazione non classificata o non pubblicata in quel Paese. |                                                                                       |    |    |    |    |    |    |    |    |     |                          |

### Album dal vivo
| Anno                                                                          | Titolo | Classifiche | Classifiche | Classifiche | Classifiche | Classifiche |
| Anno                                                                          | Titolo | UK          | AUT         | GER         | SWE         | SWI         |
| ----------------------------------------------------------------------------- | --- | ----------- | ----------- | ----------- | ----------- | ----------- |
| 2006                                                                          | Concrete - Pubblicato: 23 ottobre 2006 - Etichetta: Parlophone - Formati: CD, LP, download digitale                                                   | 61          | —           | 76          | —           | —           |
| 2010                                                                          | Pandemonium: Live at the O2 Arena, London, 21st December 2009 - Pubblicato: 15 febbraio 2010 - Etichetta: Parlophone - Formati: CD, download digitale | 29          | 75          | 22          | 41          | 87          |
| 2019                                                                          | Inner Sanctum - Pubblicato: 12 aprile 2019 - Etichetta: x2, Kobalt Label Services - Formati: BD+DVD+2 CD, download digitale                           | —           | —           | —           | —           | —           |
| "—" indica una pubblicazione non classificata o non pubblicata in quel Paese. | |             |             |             |             |             |

### Raccolte
| Anno                                                                          | Titolo | Classifiche | Classifiche | Classifiche | Classifiche | Classifiche | Classifiche | Classifiche | Classifiche | Classifiche | Certificazioni                                                       |
| Anno                                                                          | Titolo | UK          | AUS         | AUT         | CAN         | FIN         | GER         | SWE         | SWI         | USA         | Certificazioni                                                       |
| ----------------------------------------------------------------------------- | --- | ----------- | ----------- | ----------- | ----------- | ----------- | ----------- | ----------- | ----------- | ----------- | -------------------------------------------------------------------- |
| 1991                                                                          | Discography: The Complete Singles Collection - Pubblicato: 4 novembre 1991 - Etichetta: Parlophone - Formati: CD, LP, MC | 3           | 6           | 33          | 33          | 4           | 21          | 14          | 27          | 111         | - CAN: Platino (3) - FIN: Oro - GER: Oro - UK: Platino (2) - US: Oro |
| 1995                                                                          | Alternative - Pubblicato: 7 agosto 1995 - Etichetta: Parlophone - Formati: CD, LP, MC                                    | 2           | 8           | 33          | —           | —           | 28          | 14          | 19          | 103         | - UK: Argento                                                        |
| 1997                                                                          | Originals - Pubblicato: 7 aprile 1997 - Etichetta: Parlophone - Formati: 3 CD                                            | —           | —           | —           | —           | —           | —           | —           | —           | —           |                                                                      |
| 1998                                                                          | Essential - Pubblicato: 31 marzo 1998 - Etichetta: EMI - Formati: CD                                                     | —           | —           | —           | —           | —           | —           | —           | —           | —           |                                                                      |
| 2003                                                                          | PopArt: Pet Shop Boys - The Hits - Pubblicato: 24 novembre 2003 - Etichetta: Parlophone - Formati: CD, LP                | 18          | —           | —           | —           | —           | 24          | 20          | 97          | —           | - GER: Oro - UK: Oro                                                 |
| 2009                                                                          | Story: 25 Years of Hits - Pubblicato: 8 marzo 2009 - Etichetta: Parlophone - Formati: CD                                 | —           | —           | —           | —           | —           | —           | —           | —           | —           |                                                                      |
| 2009                                                                          | Party - Pubblicato: 4 novembre 2009 (solo in Brasile) - Etichetta: Som Livre - Formati: CD                               | —           | —           | —           | —           | —           | —           | —           | —           | —           |                                                                      |
| 2010                                                                          | Ultimate - Pubblicato: 1º novembre 2010 - Etichetta: Parlophone - Formati: CD, download digitale                         | 27          | —           | —           | —           | —           | 35          | 46          | 73          | —           | - UK: Oro                                                            |
| 2012                                                                          | Format - Pubblicato: 6 febbraio 2012 - Etichetta: Parlophone - Formati: CD, download digitale                            | 26          | —           | 73          | —           | —           | 31          | 33          | 52          | —           |                                                                      |
| "—" indica una pubblicazione non classificata o non pubblicata in quel Paese. | |             |             |             |             |             |             |             |             |             |                                                                      |

### Colonne sonore
| Anno                                                                          | Titolo | Classifiche | Classifiche | Classifiche | Classifiche |
| Anno                                                                          | Titolo | UK          | GER         | NLD         | SWE         |
| ----------------------------------------------------------------------------- | --- | ----------- | ----------- | ----------- | ----------- |
| 2001                                                                          | Closer to Heaven - Pubblicato: 8 ottobre 2001 - Etichetta: Sony - Formati: CD, LP                                  | 107         | —           | —           | —           |
| 2005                                                                          | Battleship Potemkin - Pubblicato: 5 settembre 2005 - Etichetta: Parlophone - Formati: CD, LP, download digitale    | 97          | 54          | —           | —           |
| 2011                                                                          | The Most Incredible Thing - Pubblicato: 14 marzo 2011 - Etichetta: Parlophone - Formati: CD, LP, download digitale | 57          | 36          | 61          | 45          |
| "—" indica una pubblicazione non classificata o non pubblicata in quel Paese. | |             |             |             |             |

## EP
| Anno | Titolo                                                                                         | Classifiche | Classifiche | Classifiche |
| Anno | Titolo                                                                                         | UK          | GER         | SWE         |
| ---- | ---------------------------------------------------------------------------------------------- | ----------- | ----------- | ----------- |
| 2009 | Christmas - Pubblicato: 14 dicembre 2009 - Label: Parlophone - Formati: CD, download digitale  | 40          | 35          | 10          |
| 2019 | Agenda - Pubblicato: 8 febbraio 2019 - Label: Parlophone - Formati: CD, 12", download digitale | —           | —           | —           |

## Singoli
| Anno                                                                          | Titolo | Classifiche | Classifiche | Classifiche | Classifiche     | Classifiche | Classifiche | Classifiche | Classifiche | Classifiche | Classifiche | Classifiche | Classifiche | Classifiche | Classifiche | Classifiche | Classifiche | Classifiche | Classifiche | Album di provenienza                         |
| Anno                                                                          | Titolo | UK          | USA         | USA Dance   | USA Dance Sales | AUS         | NZ          | CAN         | GER         | SWI         | AUT         | SWE         | FIN         | FRA         | NLD         | IRL         | DAN         | BEL         | ITA         | Album di provenienza                         |
| ----------------------------------------------------------------------------- | --- | ----------- | ----------- | ----------- | --------------- | ----------- | ----------- | ----------- | ----------- | ----------- | ----------- | ----------- | ----------- | ----------- | ----------- | ----------- | ----------- | ----------- | ----------- | -------------------------------------------- |
| 1984                                                                          | West End Girls                                                                                            | 121         | —           | —           | —               | —           | —           | 81          | —           | —           | —           | —           | —           | —           | —           | —           | —           | 3           | —           | /                                            |
| 1985                                                                          | Opportunities (Let's Make Lots of Money)                                                                  | 116         | —           | —           | —               | 63          | —           | —           | —           | —           | —           | —           | —           | —           | —           | —           | —           | —           | —           | /                                            |
| 1985                                                                          | West End Girls (riedizione)                                                                               | 1           | 1           | 1           | 3               | 5           | 1           | 1           | 2           | 2           | 5           | 2           | —           | 76          | 3           | 2           | —           | 3           | 1           | Please                                       |
| 1986                                                                          | Love Comes Quickly                                                                                        | 19          | 62          | 10          | 37              | 54          | 8           | 74          | 17          | 24          | 24          | —           | —           | 5           | —           | 13          | —           | 29          | 35          | Please                                       |
| 1986                                                                          | Opportunities (Let's Make Lots of Money) (riedizione)                                                     | 11          | 10          | 3           | 16              | 63          | 2           | 22          | 25          | —           | —           | —           | —           | —           | 23          | 14          | —           | —           | 46          | Please                                       |
| 1986                                                                          | Suburbia                                                                                                  | 8           | 70          | 46          | 37              | —           | 5           | —           | 2           | 3           | 9           | 6           | —           | 74          | 2           | 3           | —           | 1           | 18          | Please                                       |
| 1986                                                                          | Paninaro                                                                                                  | —           | —           | —           | —               | —           | —           | —           | —           | —           | —           | —           | —           | —           | —           | —           | —           | —           | —           | Disco                                        |
| 1987                                                                          | It's a Sin                                                                                                | 1           | 9           | 3           | 18              | 10          | 8           | 8           | 1           | 1           | 1           | 1           | —           | 12          | 3           | 1           | —           | 2           | 1           | Actually                                     |
| 1987                                                                          | What Have I Done to Deserve This?                                                                         | 2           | 2           | 1           | 12              | 22          | 6           | 3           | 4           | 5           | 11          | 2           | —           | 8           | 2           | 1           | —           | 4           | 11          | Actually                                     |
| 1987                                                                          | Rent | 8           | —           | —           | —               | 81          | 23          | —           | 10          | 10          | 27          | 19          | —           | —           | 25          | 5           | —           | 17          | 9           | Actually                                     |
| 1987                                                                          | Always on My Mind                                                                                         | 1           | 4           | 8           | 12              | 10          | 8           | 1           | 1           | 1           | 2           | 1           | —           | 22          | 3           | 2           | —           | 2           | 8           | Introspective                                |
| 1988                                                                          | Heart | 1           | —           | —           | —               | 18          | 1           | 1           | 1           | 1           | 3           | 9           | —           | 36          | 11          | 1           | —           | 6           | 18          | Actually                                     |
| 1988                                                                          | Domino Dancing                                                                                            | 7           | 18          | 5           | 20              | 36          | 9           | —           | 3           | 5           | 19          | 6           | —           | 40          | 7           | 4           | —           | 6           | 4           | Introspective                                |
| 1988                                                                          | Left to My Own Devices                                                                                    | 4           | 84          | 8           | —               | 48          | 22          | —           | 9           | 12          | —           | —           | —           | —           | 18          | 3           | —           | 17          | 15          | Introspective                                |
| 1989                                                                          | It's Alright                                                                                              | 5           | —           | —           | —               | 65          | —           | —           | 3           | 15          | 27          | —           | —           | —           | 9           | 2           | —           | 17          | 16          | Introspective                                |
| 1990                                                                          | So Hard                                                                                                   | 4           | 62          | 4           | 2               | 27          | 24          | 76          | 3           | 2           | 14          | 3           | 1           | 72          | 11          | 3           | —           | 5           | 2           | Behaviour                                    |
| 1990                                                                          | Being Boring                                                                                              | 20          | —           | 19          | 10              | 82          | —           | 90          | 13          | 16          | 30          | 16          | —           | —           | 66          | 17          | —           | 27          | 10          | Behaviour                                    |
| 1991                                                                          | How Can You Expect to Be Taken Seriously?                                                                 | —           | 93          | 19          | 10              | —           | —           | —           | —           | —           | —           | —           | —           | 40          | —           | —           | —           | —           | —           | Behaviour                                    |
| 1991                                                                          | Where the Streets Have No Name (I Can't Take My Eyes Off You) / How Can You Expect to Be Taken Seriously? | 4           | —           | —           | —               | 9           | 42          | —           | 7           | 3           | 5           | 13          | —           | —           | 13          | 2           | —           | 8           | 11          | /                                            |
| 1991                                                                          | Where the Streets Have No Name (I Can't Take My Eyes Off You)                                             | —           | 72          | 4           | 3               | —           | —           | —           | —           | —           | —           | —           | —           | —           | —           | —           | —           | —           | —           | Discography: The Complete Singles Collection |
| 1991                                                                          | Jealousy                                                                                                  | 12          | —           | —           | —               | —           | —           | —           | 20          | 14          | —           | —           | —           | —           | —           | 8           | —           | —           | —           | Behaviour                                    |
| 1991                                                                          | DJ Culture                                                                                                | 13          | —           | —           | 13              | —           | —           | —           | 19          | 21          | —           | 17          | —           | —           | —           | 7           | —           | —           | —           | Discography: The Complete Singles Collection |
| 1991                                                                          | DJ Culturemix                                                                                             | 40          | —           | —           | —               | —           | —           | —           | —           | —           | —           | —           | —           | —           | —           | —           | —           | —           | —           | —                                            |
| 1991                                                                          | Was It Worth It?                                                                                          | 24          | —           | —           | —               | —           | —           | —           | 19          | —           | —           | 23          | —           | —           | 7           | 25          | —           | —           | —           | Discography: The Complete Singles Collection |
| 1993                                                                          | Can You Forgive Her?                                                                                      | 7           | 109         | 1           | 31              | 17          | 46          | 37          | 17          | 19          | 18          | 9           | —           | —           | 28          | 13          | —           | 21          | 9           | Very                                         |
| 1993                                                                          | Go West                                                                                                   | 2           | 106         | 1           | 25              | 10          | 13          | 13          | 1           | 2           | 2           | 2           | —           | 2           | 3           | 1           | —           | 2           | 7           | Very                                         |
| 1993                                                                          | I Wouldn't Normally Do This Kind of Thing                                                                 | 13          | —           | 2           | 36              | 34          | —           | 61          | 37          | 26          | 18          | 38          | —           | —           | 2           | 20          | —           | 24          | —           | Very                                         |
| 1994                                                                          | Liberation                                                                                                | 14          | —           | —           | —               | —           | —           | 63          | 51          | —           | —           | —           | —           | —           | —           | 22          | —           | —           | —           | Very                                         |
| 1994                                                                          | Absolutely Fabulous                                                                                       | 6           | —           | 7           | —               | 2           | 2           | —           | —           | —           | —           | 36          | —           | —           | —           | 18          | —           | —           | —           | Disco 2                                      |
| 1994                                                                          | Yesterday, When I Was Mad                                                                                 | 13          | —           | 4           | 27              | 13          | —           | —           | 72          | —           | —           | —           | —           | —           | 28          | —           | —           | 16          | —           | Very                                         |
| 1995                                                                          | Paninaro '95                                                                                              | 15          | —           | 4           | 6               | 30          | —           | —           | 39          | —           | —           | 24          | 5           | —           | 30          | 25          | —           | 35          | —           | Alternative                                  |
| 1996                                                                          | Before | 7           | 107         | 1           | 7               | 25          | —           | 79          | 45          | 31          | 38          | 10          | 4           | —           | 2           | —           | —           | —           | 15          | Bilingual                                    |
| 1996                                                                          | Se a vida é (That's the Way Life Is)                                                                      | 8           | —           | —           | —               | 11          | 24          | —           | 18          | 17          | 14          | 12          | 3           | 40          | 11          | —           | —           | 50          | —           | Bilingual                                    |
| 1996                                                                          | Single-Bilingual                                                                                          | 14          | —           | —           | —               | —           | —           | —           | 77          | —           | —           | 39          | 17          | —           | —           | —           | —           | 13          | —           | Bilingual                                    |
| 1997                                                                          | A Red Letter Day                                                                                          | 9           | —           | —           | —               | 57          | —           | —           | 55          | —           | 30          | 30          | 18          | —           | —           | —           | —           | 13          | —           | Bilingual                                    |
| 1997                                                                          | To Step Aside/Se a vida é (That's the Way Life Is)                                                        | —           | —           | 1           | 8               | —           | —           | —           | —           | —           | —           | —           | —           | —           | —           | —           | —           | —           | —           | Bilingual                                    |
| 1997                                                                          | Somewhere                                                                                                 | 9           | —           | —           | —               | 56          | —           | —           | 70          | —           | —           | 21          | 9           | —           | 20          | —           | —           | —           | —           | Bilingual                                    |
| 1997                                                                          | A Red Letter Day/Somewhere                                                                                | —           | 125         | 19          | 8               | —           | —           | —           | —           | —           | —           | —           | —           | —           | —           | —           | —           | —           | —           | Bilingual                                    |
| 1999                                                                          | I Don't Know What You Want but I Can't Give It Any More                                                   | 15          | —           | 2           | 10              | 67          | —           | 14          | 23          | 28          | 37          | 26          | 5           | —           | 20          | —           | —           | 4           | 21          | Nightlife                                    |
| 1999                                                                          | New York City Boy                                                                                         | 14          | —           | 1           | 4               | —           | —           | 16          | 16          | 20          | 40          | 9           | 4           | 47          | 20          | —           | 6           | 20          | 20          | Nightlife                                    |
| 2000                                                                          | You Only Tell Me You Love Me When You're Drunk                                                            | 8           | —           | —           | —               | —           | —           | —           | 29          | 74          | —           | 45          | —           | —           | 42          | 38          | —           | 14          | —           | Nightlife                                    |
| 2001                                                                          | Break 4 Love                                                                                              | —           | 51          | 1           | 6               | —           | —           | —           | —           | —           | —           | —           | —           | —           | —           | —           | —           | —           | —           | —                                            |
| 2002                                                                          | Home and Dry                                                                                              | 14          | —           | 44          | —               | —           | —           | 17          | 12          | 37          | 47          | 44          | 13          | 96          | 4           | 33          | 4           | 4           | 9           | Release                                      |
| 2002                                                                          | I Get Along                                                                                               | 18          | —           | —           | —               | —           | —           | 25          | 31          | —           | —           | —           | —           | —           | 81          | 47          | 9           | —           | 34          | Release                                      |
| 2003                                                                          | London | 118         | —           | —           | —               | —           | —           | —           | 39          | —           | —           | —           | —           | —           | —           | —           | 14          | —           | —           | Release                                      |
| 2003                                                                          | Miracles                                                                                                  | 10          | —           | —           | —               | 76          | —           | —           | 20          | 97          | —           | 34          | —           | 81          | 17          | —           | 5           | 17          | 58          | PopArt: Pet Shop Boys - The Hits             |
| 2004                                                                          | Flamboyant                                                                                                | 12          | —           | —           | —               | —           | —           | —           | 43          | —           | 43          | 43          | —           | 81          | 33          | 33          | 13          | 13          | —           | PopArt: Pet Shop Boys - The Hits             |
| 2006                                                                          | I'm with Stupid                                                                                           | 8           | —           | 7           | —               | 23          | —           | 4           | 29          | 38          | —           | 10          | —           | —           | 4           | 23          | 3           | 4           | —           | Fundamental                                  |
| 2006                                                                          | Minimal                                                                                                   | 19          | —           | 3           | —               | —           | —           | —           | 63          | —           | —           | —           | —           | —           | —           | —           | 7           | —           | —           | Fundamental                                  |
| 2006                                                                          | Numb | 23          | —           | —           | —               | —           | —           | —           | 72          | —           | —           | —           | —           | —           | —           | 47          | 5           | —           | —           | Fundamental                                  |
| 2007                                                                          | Integral                                                                                                  | 197         | —           | —           | —               | —           | —           | —           | —           | —           | —           | —           | —           | —           | —           | —           | —           | —           | —           | Disco 4                                      |
| 2009                                                                          | Love Etc.                                                                                                 | 14          | 121         | 1           | 2               | 21          | —           | —           | 12          | 19          | 21          | 60          | —           | 14          | 18          | 31          | —           | 18          | —           | Yes                                          |
| 2009                                                                          | Did You See Me Coming?                                                                                    | 21          | —           | 1           | 19              | —           | —           | —           | 49          | —           | —           | —           | —           | —           | —           | —           | —           | —           | —           | Yes                                          |
| 2009                                                                          | Beautiful People                                                                                          | —           | —           | —           | 3               | —           | —           | —           | 65          | —           | —           | —           | —           | —           | —           | —           | —           | —           | —           | Yes                                          |
| 2009                                                                          | All Over the World/It Doesn't Often Snow at Christmas                                                     | 40          | —           | —           | —               | —           | —           | —           | 35          | 87          | 75          | 10          | —           | 60          | —           | —           | —           | —           | —           | Yes                                          |
| 2010                                                                          | Together                                                                                                  | 58          | —           | —           | 3               | —           | —           | —           | 60          | —           | —           | —           | —           | —           | —           | —           | —           | —           | —           | Ultimate                                     |
| 2012                                                                          | Winner | 86          | —           | 12          | 8               | —           | —           | —           | 60          | —           | —           | —           | —           | —           | —           | —           | —           | 16          | —           | Elysium                                      |
| 2012                                                                          | Leaving                                                                                                   | 44          | —           | 10          | —               | —           | —           | —           | 35          | —           | —           | —           | —           | 139         | 69          | 77          | —           | 45          | —           | Elysium                                      |
| 2012                                                                          | Memory of the Future                                                                                      | 111         | —           | —           | 1               | —           | —           | —           | 68          | —           | —           | —           | —           | —           | —           | —           | —           | —           | —           | Elysium                                      |
| 2013                                                                          | Axis | 196         | —           | —           | —               | —           | —           | —           | —           | —           | —           | —           | —           | —           | —           | —           | —           | —           | —           | Electric                                     |
| 2013                                                                          | Vocal | —           | —           | 25          | —               | —           | —           | —           | —           | —           | —           | —           | —           | —           | —           | —           | —           | —           | —           | Electric                                     |
| 2013                                                                          | Love Is a Bourgeois Construct                                                                             | —           | —           | —           | —               | —           | —           | —           | —           | —           | —           | —           | —           | —           | —           | —           | —           | —           | —           | Electric                                     |
| 2013                                                                          | Thursday (feat. Example)                                                                                  | 61          | —           | —           | —               | —           | —           | —           | —           | —           | —           | —           | —           | —           | —           | —           | —           | —           | —           | Electric                                     |
| 2014                                                                          | Fluorescent                                                                                               | —           | —           | —           | —               | —           | —           | —           | —           | —           | —           | —           | —           | —           | —           | —           | —           | —           | —           | Electric                                     |
| 2016                                                                          | The Pop Kids                                                                                              | —           | —           | —           | —               | —           | —           | —           | —           | —           | —           | —           | —           | —           | —           | —           | —           | —           | —           | Super                                        |
| 2016                                                                          | Twenty-Something                                                                                          | —           | —           | —           | —               | —           | —           | —           | —           | —           | —           | —           | —           | —           | —           | —           | —           | —           | —           | Super                                        |
| 2016                                                                          | Inner Sanctum                                                                                             | —           | —           | —           | —               | —           | —           | —           | —           | —           | —           | —           | —           | —           | —           | —           | —           | —           | —           | Super                                        |
| 2016                                                                          | Say It to Me                                                                                              | —           | —           | —           | —               | —           | —           | —           | —           | —           | —           | —           | —           | —           | —           | —           | —           | —           | —           | Super                                        |
| 2017                                                                          | Undertow                                                                                                  | —           | —           | —           | —               | —           | —           | —           | —           | —           | —           | —           | —           | —           | —           | —           | —           | —           | —           | Super                                        |
| 2019                                                                          | Dreamland (feat. Years & Years)                                                                           | —           | —           | —           | —               | —           | —           | —           | —           | —           | —           | —           | —           | —           | —           | —           | —           | —           | —           | Hotspot                                      |
| 2019                                                                          | Burning the Heather                                                                                       | —           | —           | —           | —               | —           | —           | —           | —           | —           | —           | —           | —           | —           | —           | —           | —           | —           | —           | Hotspot                                      |
| 2020                                                                          | Monkey Business                                                                                           | —           | —           | —           | —               | —           | —           | —           | —           | —           | —           | —           | —           | —           | —           | —           | —           | —           | —           | Hotspot                                      |
| "—" indica una pubblicazione non classificata o non pubblicata in quel Paese. | |             |             |             |                 |             |             |             |             |             |             |             |             |             |             |             |             |             |             |                                              |

### Remix
- 1994 – Girls & Boys per i Blur
- 1996 – Hallo Spaceboy per David Bowie
- 1996 – Confidential per Tina Turner
- 2000 – Jerusalem per Fat Les 2000
- 2000 – Mope per i Bloodhound Gang
- 2003 – Hooked on Radiation per gli Atomizer
- 2003 – Walking on Thin Ice per Yōko Ono
- 2004 – Mein Teil per i Rammstein
- 2006 – Sorry per Madonna
- 2007 – Read My Mind per i The Killers
- 2008 – I'm in Love with a German Film Star per Sam Taylor-Wood
- 2008 – Kids per gli MGMT
- 2009 – Eh, Eh (Nothing Else I Can Say) per Lady GaGa
- 2009 – Colour of a Man per The Hidden Cameras

## Video

### Album video
| Anno | Titolo | Certificazione       | Dettagli |
| ---- | --- | -------------------- | --- |
| 1986 | Television - Pubblicato: 1986 - Picture Music International                                                |                      | - Video musicali dell'album Please. |
| 1988 | Showbusiness - Pubblicato: 1988 - Studio: Picture Music Intl                                               |                      | - Video musicali dell'album Actually. |
| 1991 | Promotion - Pubblicato: 10 giugno 1991 - Studio: Picture Music Intl                                        |                      | - Video musicali realizzati dal 1988 al 1991. |
| 1991 | Videography - Pubblicato: 4 novembre 1991 - Studio: EMI                                                    |                      | - Video musicali realizzati nella loro carriera dal 1985 al 1991, uscito assieme alla raccolta Discography. |
| 1992 | Highlights - Pubblicato: 16 marzo 1992 - Studio: Video Collection International                            |                      | - Registrazione live del loro concerto alla Wembley Arena, Londra, nel giugno 1989. |
| 1993 | Performance - Pubblicato: 11 ottobre 1993 - Studio: EMI                                                    |                      | - Riprese del backstage del loro concerto alla Birmingham NEC, del giugno 1991, durante il Performance Tour. - Include anche il commento del concerto e una intervista al duo. |
| 1993 | Projections - Pubblicato: 29 novembre 1993 - Studio: Artificial Eye                                        |                      | - Contiene le proiezioni usate durante il loro tour; filmate da Derek Jarman. |
| 1995 | Various - Pubblicato: 6 marzo 1995 - Studio: Picture Music Intl                                            |                      | - Video musicali dell'album Very. |
| 1995 | Discovery - Pubblicato: 7 agosto 1995 - Studio: EMI                                                        |                      | - Registrazione live del loro concerto a Rio de Janeiro durante il loro Discovery Tour. |
| 2001 | Montage: The Nightlife Tour - Pubblicato: 5 novembre 2001 - Studio: EMI                                    |                      | - Registrazione live del loro concerto a Dortmund, Germania, durante il loro Nightlife Tour. |
| 2002 | Somewhere: Live at The Savoy - Pubblicato: 18 febbraio 2002 - Studio: Eagle Rock Entertainment             |                      | - Registrazione live del loro concerto al Savoy Theatre, Londra, nel giugno 1997. - Include anche un documentario sull'organizzazione del concerto. |
| 2003 | PopArt: The Videos - Pubblicato: 10 novembre 2003 - Studio: EMI                                            | - UK: Oro - GER: Oro | - Video musicali realizzati nella loro carriera dal 1984 al 2003, uscito assieme alla raccolta PopArt: Pet Shop Boys - The Hits. |
| 2006 | A Life in Pop - Pubblicato: 30 ottobre 2006 - Studio: EMI                                                  |                      | - Documentario sulla loro carriera, originalmente trasmesso sul canale inglese "Channel 4", e contenente video musicali realizzati dal 2003 al 2006. - Include anche interviste di altri artisti riguardo alla loro carriera, fra cui Robbie Williams, Jake Shears e Bruce Weber. |
| 2007 | Cubism - Pubblicato: 21 maggio 2007 - Studio: Warner Vision                                                |                      | - Registrazione live del loro concerto al Auditorio Nacional, Città del Messico, del 14 novembre 2006 durante il loro Fundamental Tour |
| 2009 | Pandemonium: Live at the O2 Arena, London, 21st December 2009 - Pubblicato: 15 febbraio 2010 - Studio: EMI |                      | - Registrazione live del loro concerto alla O2 Arena, Londra, del 21 dicembre 2009 durante il loro Pandemonium Tour. |

### Video musicali
| Anno | Titolo                                                        | Regista/1                                 |
| ---- | ------------------------------------------------------------- | ----------------------------------------- |
| 1984 | West End Girls                                                | Eric Watson / Andy Morahan                |
| 1985 | Opportunities (Let's Make Lots of Money) (prima versione)     | Eric Watson / Andy Morahan                |
| 1986 | Love Comes Quickly                                            | Eric Watson / Andy Morahan                |
| 1986 | Opportunites (Let's Make Lots of Money) (seconda versione)    | Zbigniew Rybczyński                       |
| 1986 | Suburbia                                                      | Eric Watson                               |
| 1986 | Paninaro                                                      | Neil Tennant / Chris Lowe                 |
| 1987 | It's a Sin                                                    | Derek Jarman                              |
| 1987 | What Have I Done to Deserve This? (con Dusty Springfield)     | Eric Watson                               |
| 1987 | Rent                                                          | Derek Jarman                              |
| 1987 | Always on My Mind                                             | Jack Bond                                 |
| 1988 | Heart                                                         | Jack Bond                                 |
| 1988 | Domino Dancing                                                | Eric Watson                               |
| 1988 | Left to My Own Devices                                        | Eric Watson                               |
| 1989 | It's Alright                                                  | Eric Watson                               |
| 1990 | So Hard                                                       | Eric Watson                               |
| 1990 | Being Boring                                                  | Bruce Weber                               |
| 1991 | How Can You Expect to Be Taken Seriously?                     | Liam Kan                                  |
| 1991 | Where the Streets Have No Name (I Can't Take My Eyes Off You) | Liam Kan                                  |
| 1991 | Jealousy                                                      | Eric Watson                               |
| 1991 | DJ Culture                                                    | Eric Watson                               |
| 1991 | Was It Worth It?                                              | Eric Watson                               |
| 1993 | Can You Forgive Her?                                          | Howard Greenhulgh                         |
| 1993 | Go West                                                       | Howard Greenhulgh                         |
| 1993 | I Wouldn't Normally Do This Kind of Thing                     | Howard Greenhulgh                         |
| 1994 | Liberation                                                    | Howard Greenhulgh                         |
| 1994 | Yesterday, When I Was Mad                                     | Howard Greenhulgh                         |
| 1995 | Paninaro '95                                                  | Howard Greenhulgh                         |
| 1996 | Before                                                        | Howard Greenhulgh                         |
| 1996 | Se a vida é (That's the Way Life Is)                          | Bruce Weber                               |
| 1996 | Single-Billingual                                             | Howard Greenhulgh                         |
| 1997 | A Red Letter Day                                              | Howard Greenhulgh                         |
| 1997 | Somewhere                                                     | Annie Griffin                             |
| 1999 | I Don't Know What You Want but I Can't Give It Anymore        | Pedro Romhanyi                            |
| 1999 | New York City Boy                                             | Howard Greenhulgh                         |
| 2000 | You Only Tell Me You Love Me When You're Drunk                | Pedro Romhanyi                            |
| 2002 | Home and Dry                                                  | Wolfgang Tillmans                         |
| 2002 | I Get Along                                                   | Bruce Weber                               |
| 2003 | London                                                        | Martin Parr                               |
| 2003 | Miracles                                                      | Howard Greenhulgh                         |
| 2004 | Flamboyant                                                    | Nico Beyer                                |
| 2006 | I'm With Stupid                                               | Rob Leggatt                               |
| 2006 | Minimal                                                       | Rob Leggatt                               |
| 2006 | Numb                                                          | Julian Gibbs / Julian House / Chris Sayer |
| 2009 | Love etc.                                                     | Hoogerbrugge                              |
| 2009 | Did You See Me Coming?                                        | Doug Hart                                 |
| 2009 | All over the World                                            | Blue Leach                                |
| 2010 | Together                                                      | Peeter Rebane                             |
| 2012 | Winner                                                        | Surrender Monkeys                         |
| 2012 | Leaving                                                       | Neil Tennant / Chris Lowe                 |
| 2013 | Vocal                                                         | Joost Vandeburg                           |